# Gonomyia insolita
Gonomyia insolita är en tvåvingeart som beskrevs av Alexander 1979. Gonomyia insolita ingår i släktet Gonomyia och familjen småharkrankar.
Artens utbredningsområde är Ecuador. Inga underarter finns listade i Catalogue of Life.